# Jerzy Makarczyk
Jerzy Michał Makarczyk (ur. 24 lipca 1938 w Warszawie, zm. 30 lipca 2025) – polski prawnik, profesor nauk prawnych, specjalista w zakresie prawa międzynarodowego publicznego, wiceminister spraw zagranicznych, pierwszy polski sędzia w Europejskim Trybunale Praw Człowieka (1992–2002) i Trybunale Sprawiedliwości Unii Europejskiej (2004–2009).

## Życiorys
Ukończył studia prawnicze, uzyskiwał następnie stopnie naukowe doktora (1966 w Instytucie Nauk Prawnych PAN) i doktora habilitowanego. W 1989 otrzymał tytuł profesora nauk prawnych. Zawodowo związany z uczelniami polskimi i zagranicznymi. Był wykładowcą na University of Oxford (1985), a w 1988 profesorem na International Christian University w Tokio. W Polsce pracował w Instytucie Nauk Prawnych PAN oraz w Katedrze Administracji i Nauk Prawnych Wyższej Szkoły Przedsiębiorczości i Zarządzania im. Leona Koźmińskiego.
Został członkiem krajowych i międzynarodowych towarzystw naukowych, zajmujących się prawem międzynarodowym, europejskim i prawami człowieka. Od 1989 do 1992 zajmował stanowisko podsekretarza stanu i następnie sekretarza stanu w Ministerstwie Spraw Zagranicznych. Zajmował się w tym okresie weryfikacją kadr, pełnił funkcję negocjatora ze strony polskiego rządu w sprawie wycofania wojsk radzieckich z terytorium RP. Był też przewodniczącym krajowej delegacji w ramach Zgromadzenia Ogólnego ONZ. Orzekał jako sędzia Europejskiego Trybunału Praw Człowieka (1992–2002). Następnie doradzał prezydentowi Aleksandrowi Kwaśniewskiemu w zakresie polityki zagranicznej i praw człowieka (2002–2004).
11 maja 2004 został pierwszym polskim sędzią w Trybunale Sprawiedliwości Unii Europejskiej. Kadencję zakończył 6 października 2009, kiedy zastąpił go profesor Marek Safjan.
W wyborach do Senatu w 2011 startował z okręgu wałbrzyskiego z ramienia KWW Rafał Dutkiewicz. Otrzymał 16 573 głosów (14,42%), co stanowiło trzeci wynik w tym okręgu.

## Odznaczenia
W 2011, za wybitne zasługi dla transformacji ustrojowej Polski, za kształtowanie demokratycznych zasad państwa prawa, za osiągnięcia w działalności państwowej i publicznej, został odznaczony Krzyżem Oficerskim Orderu Odrodzenia Polski.